# Welling (London)
Welling ist ein Stadtteil im London Borough of Bexley und befindet sich im Osten Londons. Charing Cross liegt 16,9 km entfernt.

## Geschichte
Der Ursprung des Namens Welling ist noch umstritten. Es wird jedoch angenommen, dass man damals Bürger Londons gesagt habe, sie wären „Well in“ Kent, also fast in Kent.

## Allgemein
An der Hauptstraße besitzt Welling eine Vielzahl an Geschäften, besonders im Bereich der Gastronomie und der IT. Der lokale Fußballclub „Welling United F.C.“ ist im Park View Road beheimatet. Eine russische Kanone aus dem Krimkrieg befindet sich an einer Straßenecke Wellings.

## Anbindung
Welling hat eine Hauptstraße (Welling High Street) und wird von den Buslinien 51, 89, 96, 486, B15, B16 sowie der Nachtbuslinie N89 bedient. Der National Rail Bahnhof „Welling“ bietet eine gute Anbindung zu anderen Bezirken Londons, etwa Victoria, London Bridge und Charing Cross.

## Persönlichkeiten
- Kate Bush, Sängerin
- Sheila Hancock, Schauspielerin
- Anjem Choudary, islamischer Extremist